# Vito Rosa
Vito Rosa (Canosa di Puglia, 21 maggio 1921 – Zurigo, 3 febbraio 1990) è stato un politico italiano.

## Biografia
Nato a Canosa di Puglia, presta servizio di leva durante la seconda guerra mondiale, partecipando alla campagna del Nordafrica. Il 24 maggio 1941 si salva dall'affondamento, al largo di Siracusa, del transatlantico Conte Rosso su cui era imbarcato, opera di due siluri lanciati dal sommergibile inglese HMS Upholder, in cui morirono 1297 persone,
prima lanciandosi in mare con una fune e poi rimanendo aggrappato ad una tavola di legno per più di cinque ore. 
Ufficiale carrista, nella 132ª Divisione corazzata "Ariete" combatte in Libia - dove partecipa anche alla battaglia di El Alamein - e poi in Tunisia. Qui, nel 1943, viene fatto prigioniero dai Francesi, poi scambiato con gli Americani, viene trasferito negli Stati Uniti, in Arkansas, dove rimane in stato di detenzione per tre anni e presta servizio anche come cuoco nelle carceri. Rientrato in Italia, dopo la Liberazione, viene decorato con la croce di guerra al valor militare.

## Attività politica
A Canosa incomincia il suo impegno sociale e politico, dove tremila reduci di ogni credo politico lo seguono in un progetto di rinascita morale. Vice-sindaco di Canosa durante la prima giunta del dopo guerra (sindaco l’avvocato Ettore Nalin) fino al 26 agosto 1946, giorno in cui la stessa giunta cade sotto la spinta degli anarchici (Canosa era la seconda sezione anarchica d’Italia per importanza). Collabora alla Riforma Fondiaria per l’assegnazione delle terre ai contadini in Loconia, frazione di Canosa. É Commissario di sezione e segretario politico della Democrazia Cristiana di Canosa dal 1949 al 1955. Viene nominato Commissario prefettizio al Comune di Canosa dal 12 settembre 1956 al 1957.
Viene eletto sindaco di Canosa dal 1957 al 1960, anni in cui avvia la rinascita della città, attuando importanti opere, quali il rifacimento totale della rete viaria, il ripristino delle zone pericolanti del borgo antico “ Il castello”, la rete fognaria, l’ingente mole di lavoro di scavi per portare alla luce i tesori archeologici della città, l’insediamento di tre istituti d’istruzione di grado superiore (agrario, per ragionieri e liceo scientifico), l’insediamento di un’industria conserviera tedesca. Prese parte alla costituzione del Credito Cooperativo di Loconia e Canosa.
É Segretario amministrativo provinciale (Bari) dal 1959 al 1962; segretario politico dal 1963 al 1968; 
É Consigliere provinciale della Democrazia Cristiana dal 1960 al 1970 ed assessore provinciale ai Lavori Pubblici dal 1960 al 1963.
Nel 1965 è nominato presidente del Consorzio dell'Area per lo Sviluppo Industriale di Bari. Occuperà tale incarico sino al 1976.
Il 19 maggio 1968 è eletto per la prima volta senatore della Repubblica nel collegio di Bitonto. Durante la legislatura è membro della 4ª Commissione permanente (Difesa), della 5ª Commissione permanente (Bilancio), 6ª Commissione permanente (Istruzione pubblica e belle arti) e della 11ª Commissione permanente (Igiene e sanità). Rieletto il 7 maggio 1972, è membro della 4ª Commissione permanente (Difesa), 5ª Commissione permanente (Bilancio, della Commissione di controllo sugli interventi nel Mezzogiorno, della Consultiva nuova tariffa generale dazi doganali (l.13/1965) e della Commissione parlamentare d'inchiesta sul fenomeno della "mafia".
Confermato, ancora una volta, senatore del Collegio di Bitonto, il 20 giugno 1976, nel III Governo Andreotti viene nominato Sottosegretario di Stato per la marina mercantile nel IV Governo Andreotti dal 31 luglio 1976 al 10 marzo 1978, e nel V Governo Andreotti dal 15 marzo 1978 al 19 marzo 1979. É segretario del gruppo cristiano democratico al Senato  dal 29 luglio 1976 al 31 luglio 1976 e membro della 5ª Commissione permanente (Bilancio) dal 27 luglio 1976 al 19 giugno 1979. 
Rieletto nella VII legislatura il 3 giugno 1979, sotto il V Governo Andreotti viene riconfermato Sottosegretario di Stato per il turismo e lo spettacolo dal 28 marzo 1979 al 3 agosto 1979. É membro della 5ª Commissione permanente (Bilancio) dal 26 settembre 1979 all'11 luglio 1983, della 12ª Commissione permanente (Igiene e sanita') dall'11 luglio 1979 al 25 settembre 1979, della Commissione speciale per l'esame di provvedimenti riguardanti la ricostruzione dei territori colpiti dal terremoto del novembre 1980 dal 19 febbraio 1981 al 13 gennaio 1982, della Commissione di controllo sugli interventi nel Mezzogiorno dal 29 novembre 1979 all'11 luglio 1983, della Commissione parlamentare ristrutturazione e riconversione industriale e per i programmi delle partecipazioni statali dal 15 luglio 1981 all'11 luglio 1983.
Partecipò ai funerali privati di Aldo Moro a Torrita Tiberina che furono preclusi agli altri membri del partito.